# Girls, Dance, Staircase
Girls, Dance, Staircase, kompletter Titel Liz and the Blue Bird Original Soundtrack: Girls, Dance, Staircase ist der offizielle Filmsoundtrack des japanischen Animationsfilms Liz und ein Blauer Vogel aus dem Jahr 2018. Der Soundtrack wurde am 25. April 2018 erstmals auf zwei CDs herausgebracht; eine Veröffentlichung auf Schallplatte erfolgte am 14. September gleichen Jahres.
Der Soundtrack umfasst insgesamt 47 Titel und weisen eine Gesamtspiellänge von einer Stunde 43 Minuten und 49 Sekunden auf. Die 38 Titel der ersten CD wurden komplett von Kensuke Ushio eingespielt und produziert, während die neun Stücke der zweiten CD von Akito Matsuda arrangiert wurden. Unterstützt wurde Matsuda dabei von einem kleinen Orchester.

## Produktion und Hintergrund
Der Film hat zwei Komponisten: Kensuke Ushio, der in der Vergangenheit den Filmsoundtrack für A Silent Voice komponierte und einspielte, zeigte sich für die minimalistisch gehaltene Hintergrundmusik für die Szenen in der Schule verantwortlich, während Akito Matsuda, Komponist der Musik aus dem Sound!-Euphonium-Franchise, die Hintergrundmusik für das im Film gezeigte Märchen Liz und ein Blauer Vogel komponierte. Die Musik wurde bereits vor Beginn der Animationsproduktion geschrieben. Die Keyframe Animation wurde nach Fertigstellung der Musik begonnen damit diese sich gegenseitig passend ergänzen. Die Szenen mit Ushios Musik waren dabei besonders schwer zu animieren, da er den Klang der Schritte der Charaktere als Teil seiner Musik mit aufnahm und die Bewegungen ebendieser perfekt mit der Musik synchronisiert werden mussten; Das Ziel war es, „Visualisierung, Musik und den Klang der Schritte in ein perfektes Gleichgewicht zu bringen.“
Im Gegensatz zu A Silent Voice, wo Ushio erst spät mit ins Boot geholt worden war, arbeitete er bei Liz und ein Blauer Vogel seit ersten Produktionstagen an dem Film mit. So war es ihm möglich, Regisseurin Naoko Yamada dabei zu helfen eine eigene Vision des Films zu entwickeln.

„When I read the script, I thought this was a very personal story; a story that should remain hidden from everyone else. If such adolescent feelings, so very delicate like glass, were to be known to others, I think that those girls would truly become unable to build connections with others later in life. So I wanted the music to be like holding your breath, secretly watching. There's also the fantastic concert band music that Matsuda composed. I thought this music was what you should find yourself humming after watching the film, so I tried to make sure I didn't bring the melody out too much in the film music. That's why I decided to go with this unconventional method of composition.“

„Als ich das Skript gelesen hatte, dachte ich, das dies eine sehr persönliche Geschichte war; Eine Geschichte, die vor jedem verborgen bleiben sollte. Wenn solche Gefühle des Erwachsenwerdens, so wirklich delikat wie Glas, den anderen zu erkennen gegeben wären, denke ich, dass diese Mädchen später im Leben wahrhaft unfähig werden, um mit anderen Menschen Verbindungen aufzubauen. Deswegen wollte ich, das die Musik so wird, dass sie dir den Atem nimmt. Zudem ist da die fantastische Musik für Blasorchester die Matsuda geschrieben hat. Ich dachte diese Musik sollte es sein, die ihr summt wenn ihr den Film gesehen habt, weswegen ich versucht habe die Melodie nicht zu sehr in der Filmmusik herauszubringen. Das ist der Grund, warum ich mich entschieden habe bei diesem Film auf eine unkonventionelle Art der Komposition zurückzugreifen.“

Für die Aufnahmen der Filmmusik besuchten Yamada und Ushio eine real existierende Schule, auf die der Handlungsort des Films basiert, wo Ushio seine eigenen Fußschritte aufnahm, die vorhandenen Objekte in verschiedensten Möglichkeiten nutzte und diese Geräusche später in der Filmmusik zu integrieren. Yamada erzählte später, dass sie „nicht aufhören konnte zu lachen“ während Ushio aufnahm. Für das Komponieren der Stücke wandten Yamada und Ushio die Décalcomanie-Methode an, bei der Tinte auf Notenblätter verschüttet, dieses darauf zusammengefaltet wird und das Resultat zu der späteren Musik verarbeitet wird. Er beschrieb diese Methode als eine Möglichkeit die Unterschiede zwischen den beiden Protagonistinnen und ihr allmähliches auseinanderdriften zu repräsentieren. Einen Teil des Soundtracks erarbeitete er auf konventionellem Wege.

„We took that and used that as the base for the soundtrack as well so that's one of the reasons why it ended up with such a nostalgic tone to it. Within the decalcomania you'll see different objects, the beaker, the piano, the desk scraping sound. For example, the footsteps are synchronized to the music. The footsteps had an actual tempo. The tempo is 99, 100, 101. These are coprime numbers. The footsteps tempo is always a coprime number but also we slightly moved the tempo because we are humans and not robot. So at the very end of this film, you saw the happy on screen situation - I cannot remember the tone but the footsteps are completely synced. Just the footsteps. So something that happened that even I didn't expect is the footsteps ended up in sync together and for them they never expected that. It felt like a genuine miracle that that happened. It was a joint moment.“

„Wir nahmen das und nutzten dies als Basis für den Soundtrack, was einer der Gründe ist, weshalb es mit einem nostalgischen Ton daherkommt. In der Décalcomanie siehst du verschiedenste Objekt, das Becherglas, das Piano, der kratzende Klang eines Schreibtisches. Zum Beispiel wurden die Fußschritte mit der Musik synchronisiert. Die Schritte hatten ein bestimmtes Tempo. Dieses ist 99, 100, 1010. Diese Zahlen sind teilerfremd. Das Tempo von Gehschritten ist immer teilerfremd, aber wir haben dieses ein bisschen verschoben, da wir Menschen und keine Roboter sind. Am Ende des Films hast du die Fröhlichkeit auf der Leinwand gesehen – Ich kann mich nicht an den Ton erinnern aber die Schritte waren komplett im Einklang. Nur die Schritte. Was ich selbst nicht erwartet habe ist, dass die Schritte komplett synchron waren. Es fühlte sich wie ein wahres Wunder an, das dies passiert ist. Es war ein gemeinsamer Moment.“

Das Produktionsteam engagierte Saito Shigeru als Produzent, Yôta Tsuruoka als Sound Director und Ōwara Masahiro als Supervising Director der Brassband. Die Band Homecomings stellte mit Songbirds den Titelsong des Films bereit, welcher im Abspann des Films zu hören ist. Im Abspann läuft mit Girls, Dance, Staircase ein zweites Stück, das von Ushio komponiert wurde und einen Liedtext von Naoko Yamada aufweist. Yamada ließ das Lied von einem Knabensopran singen.

## Titelliste
| Nr.          | Titel                                      | Länge |
| ------------ | ------------------------------------------ | ----- |
| 1.           | wind,glass,bluebird                        | 05:53 |
| 2.           | chairs (nicht im Film genutzt)             | 00:56 |
| 3.           | secret,green,steps                         | 01:55 |
| 4.           | slow,slow,                                 | 00:50 |
| 5.           | flute,girls, I                             | 00:37 |
| 6.           | room,me,you                                | 01:16 |
| 7.           | reminiscence (nicht im Film genutzt)       | 01:18 |
| 8.           | doublelead,girls, I                        | 00:48 |
| 9.           | doublelead,girls, II                       | 00:20 |
| 10.          | library,with,without                       | 01:49 |
| 11.          | flute,girls, II                            | 00:36 |
| 12.          | lesson room (nicht im Film genutzt)        | 01:44 |
| 13.          | aquarium,eyes                              | 00:37 |
| 14.          | reflexion,allegretto,you                   | 01:20 |
| 15.          | décalcomanie,everything,but                | 01:45 |
| 16.          | linoleum,flute,oboe                        | 01:07 |
| 17.          | offwhite,                                  | 01:24 |
| 18.          | glass trees (nicht im Film genutzt)        | 02:07 |
| 19.          | doublelead,girls, III                      | 00:26 |
| 20.          | doublelead,girls, IV                       | 01:01 |
| 21.          | seesaw,                                    | 00:59 |
| 22.          | décalcomanie noise (nicht im Film genutzt) | 01:04 |
| 23.          | doublelead,girls, V                        | 01:10 |
| 24.          | décalcomanie,3rd,window                    | 01:05 |
| 25.          | doublelead,girls,VI                        | 00:51 |
| 26.          | flare fragments (nicht im Film genutzt)    | 01:50 |
| 27.          | décalcomanie,left,breaker                  | 01:39 |
| 28.          | décalcomanie,right,breaker                 | 01:43 |
| 29.          | corridor,no,                               | 00:56 |
| 30.          | black,stand,covered                        | 02:17 |
| 31.          | tones (nicht im Film genutzt)              | 01:29 |
| 32.          | surround, test tubes                       | 00:19 |
| 33.          | secret,love,steps                          | 02:04 |
| 34.          | stereo,bright,curve                        | 02:02 |
| 35.          | décalcomanie,surround,echo                 | 05:30 |
| 36.          | Kadenz                                     | 02:28 |
| 37.          | wind,glass,girls                           | 04:37 |
| 38.          | girls,dance,staircase                      | 02:35 |
| Gesamtlänge: | Gesamtlänge:                               | 62:27 |

| Nr.          | Titel                                               | Länge |
| ------------ | --------------------------------------------------- | ----- |
| 1.           | The Beginning of the Story                          | 01:32 |
| 2.           | Repeating Days                                      | 03:58 |
| 3.           | The World of Liz and the Girls                      | 02:46 |
| 4.           | Liz and the Bluebird Mov.1 "Ordinary Days"          | 04:56 |
| 5.           | Liz and the Bluebird Mov.2 "A New Family"           | 05:01 |
| 6.           | Liz and the Bluebird Mov.3 "A Decision of Love"     | 06:27 |
| 7.           | Liz and the Bluebird Mov.4 "To a Distant Sky"       | 05:54 |
| 8.           | Liz and the Bluebird (Competition Arrangement Ver.) | 08:45 |
| 9.           | Mizore and Ririka's Oboe Practice Song              | 02:03 |
| Gesamtlänge: | Gesamtlänge:                                        | 41:22 |

## Erfolg
In der Woche des 25. April 2018 stieg der Filmsoundtrack auf Platz 47 in den japanischen Albumcharts ein und hielt sich insgesamt acht Wochen lang in den Charts auf.